# Монте-Альто

Монте-Альто в контексте ближайших доклассических памятников

Монте-Альто — археологический памятник на тихоокеанском побережье Гватемалы, давший название одноименной археологической культуре.
Расположенный в 20 км к юго-востоку от г. Санта-Лусия-Коцумальгуапа в округе Эксинтла, Монте-Альто относится к нескольким археологическим периодам и культурам. Древнейшее поселение возникло здесь около 1800 г. до н. э. Существовавшая в этот период культура Монте-Альто — одна из древнейших в Месоамерике и, по-видимому, предшествовала ольмекам.
В ранний доклассический период (400 г. до н. э. — 200 г. н. э.) Монте-Альто стал региональным центром.
В Монте-Альто обнаружено 45 крупных сооружений, из которых наиболее высоким является 20-метровая пирамида.
Монте-Альто известен своими скульптурами — это головы и изображения «пузатых» людей (такая форма тела вызвана, скорее всего, тем, что фигуры вытёсывались из грубых, округлых валунов базальта). Не менее примечательны каменные стелы, числом более 10, в виде таблиц, а также 3 каменных алтаря. Каменные стелы, по мнению археологов, имели астрономическое предназначение и служили для определения положения солнца, к которому привязывались даты праздников.
На северо-востоке обнаружено сооружение ранней классической эпохи — т.наз. Сооружение 6.